# 孝和皇太后
孝和太后（1582年—1619年），王氏，名已失考。中國明朝皇族女性，出身順天府，明光宗朱常洛为太子时的才人。生有二子明熹宗朱由校、簡懷王朱由㰒，兄長為王昇照。

## 生平
万历年间，朱常洛尚為皇太子時，王氏為其選侍。万历三十二年（1604年），王選侍因生下長子朱由校，晋封太子才人。後，王才人又生次子（天启时追赠简怀王），早殇。万历四十七年（1619年）三月，王才人逝世。因她所生朱由校为太子长子、皇长孙，兼有未来皇帝生母的身份。万历帝给予王才人与太子妃郭氏同等的葬礼待遇，万历帝“辍朝”五日，不鸣钟鼓。帝服浅淡色衣，百官青素服、黑角带朝参，皇长孙主馈奠。”諡曰昭肅恭和章懿才人。在光宗即位後，追諡溫肅端靜純懿皇貴妃。
其子熹宗即位後，尊上生母王才人諡號，稱孝和恭獻溫穆徽慈諧天鞠聖皇太后，遷葬光宗慶陵，神主奉祀於奉先殿。崇禎十一年（1638年）三月，以加上孝纯皇太后（崇祯帝生母）尊諡，于御用监得孝和皇太后及孝靖皇太后（明光宗生母）玉冊玉寶，始命有司獻于廟。

## 延伸阅读
[在维基数据编辑]
 《明史卷一百一十四》，出自《明史》
 在维基共享资源阅览影像